# Улица Халтурина (Екатеринбург)
Улица Халту́рина (прежние названия: Закути́лова 4-я, Степана Халтурина) — магистральная улица в жилом районе «Заречный» Верх-Исетского административного района Екатеринбурга.

## История и происхождение названий
Улица зафиксирована на плане Верх-Исетского завода первой половины XIX века (из архива Н. С. Алфёрова), условно соотносимом с генеральном планом этого завода 1826 года. До 1920-х годов улица была частью уличной сети Верх-Исетского завода, не входившего до этого времени в состав Екатеринбурга.
До 1921 года улица носила номерное название 4-я Закутилова. Происхождение этого названия документально не установлено. В 1921 году улица была переименована в честь революционера Степана Халтурина (1856—1882). Позднее утвердился укороченный вариант названия улицы Халтурина.

## Расположение и благоустройство
Улица проходит с юга на север между улицами Толедова и Бебеля. Начинается от пересечения с улицей Колмогорова (по нечётной стороне) или от улицы Готвальда (на чётной стороне), а заканчивается у транспортной развязки близ пересечения с улицей Крутоярской. Пересекается с улицами 3-го Интернационала и Опалихинской. Слева к улице примыкают улицы Егорова, Качканарская и Марата, справа — улицы Махнёва, Финских Коммунаров и Спартака.
Протяжённость улицы составляет около 1350 метров. Ширина проезжей части — около 25 м (по три полосы в каждую сторону движения, на участке от улицы Марата до улицы Опалихинской — четыре полосы в южную сторону движения). На протяжении улицы имеется два светофора (на перекрёстках с улицами Опалихинской и Готвальда), нерегулируемых пешеходных переходов не имеется. С обеих сторон улица оборудована тротуарами и уличным освещением. Нумерация домов начинается от улицы Колмогорова.

## Примечательные здания и сооружения
- № 37 — рынок «Верх-Исетский».
- № 53 — торговый центр «Оби».
- № 55 — торгово-развлекательный центр «Карнавал».

## Транспорт
Автомобильное движение на всей протяжённости улицы двустороннее.

### Наземный общественный транспорт
Улица является важной транспортной магистралью общегородского значения, связывающей жилые районы ВИЗ и Сортировочный транзитом через Заречный. По улице осуществляется движение трамваев 6, 7, 10, 13, 19, 23.

### Ближайшие станции метро
Действующих станций метро поблизости нет, линий Екатеринбургского метрополитена в район улицы проводить не запланировано.

## Галерея

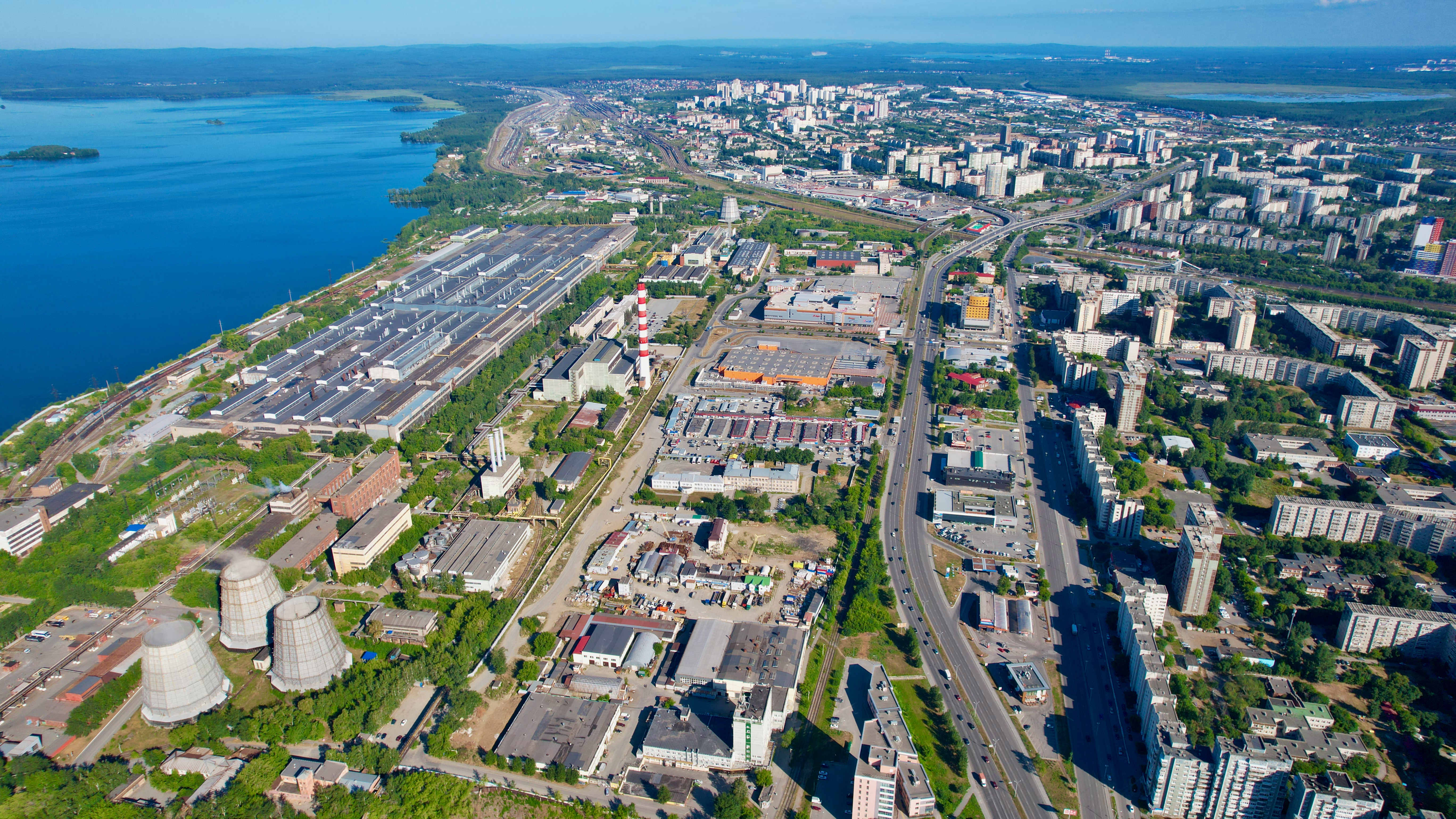
Вид с высоты на север, улица в центре снимка
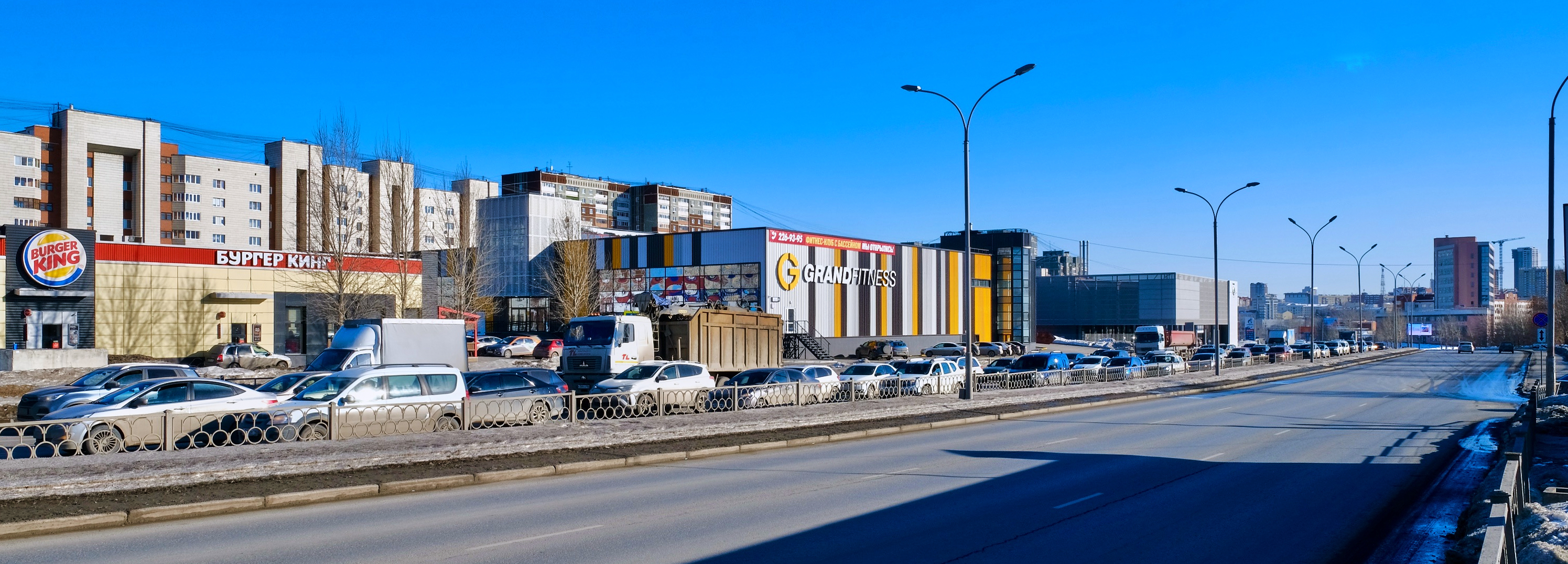
Вид на юг от Птичьего рынка
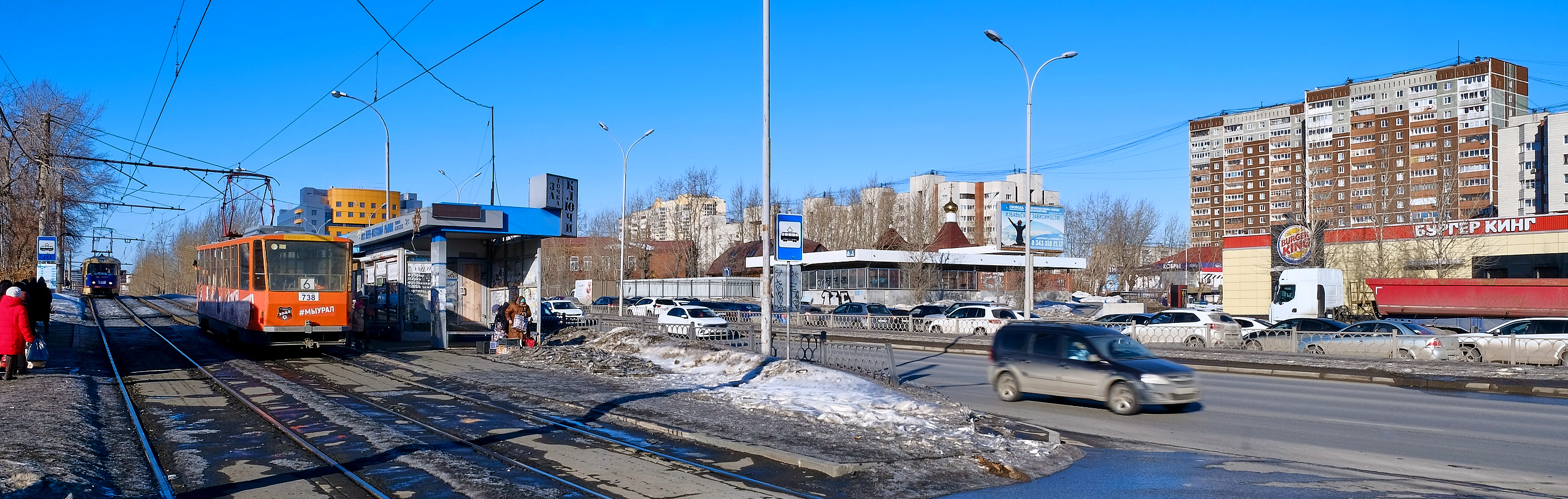
Трамвайная остановка «Верх-Исетский рынок»
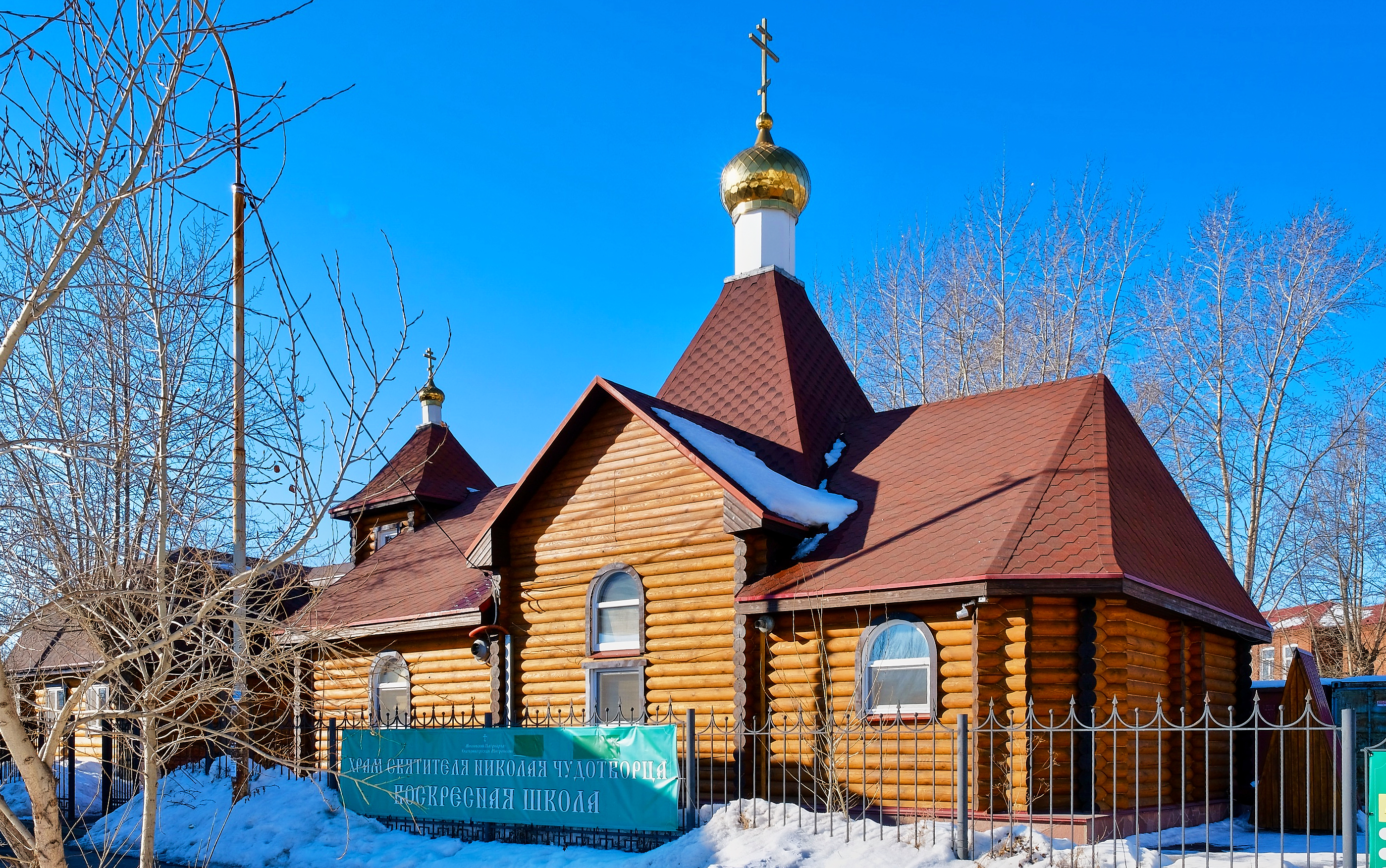
Деревянная Никольская церковь, построенная на месте разрушенной (ул. Халтурина, 44а)
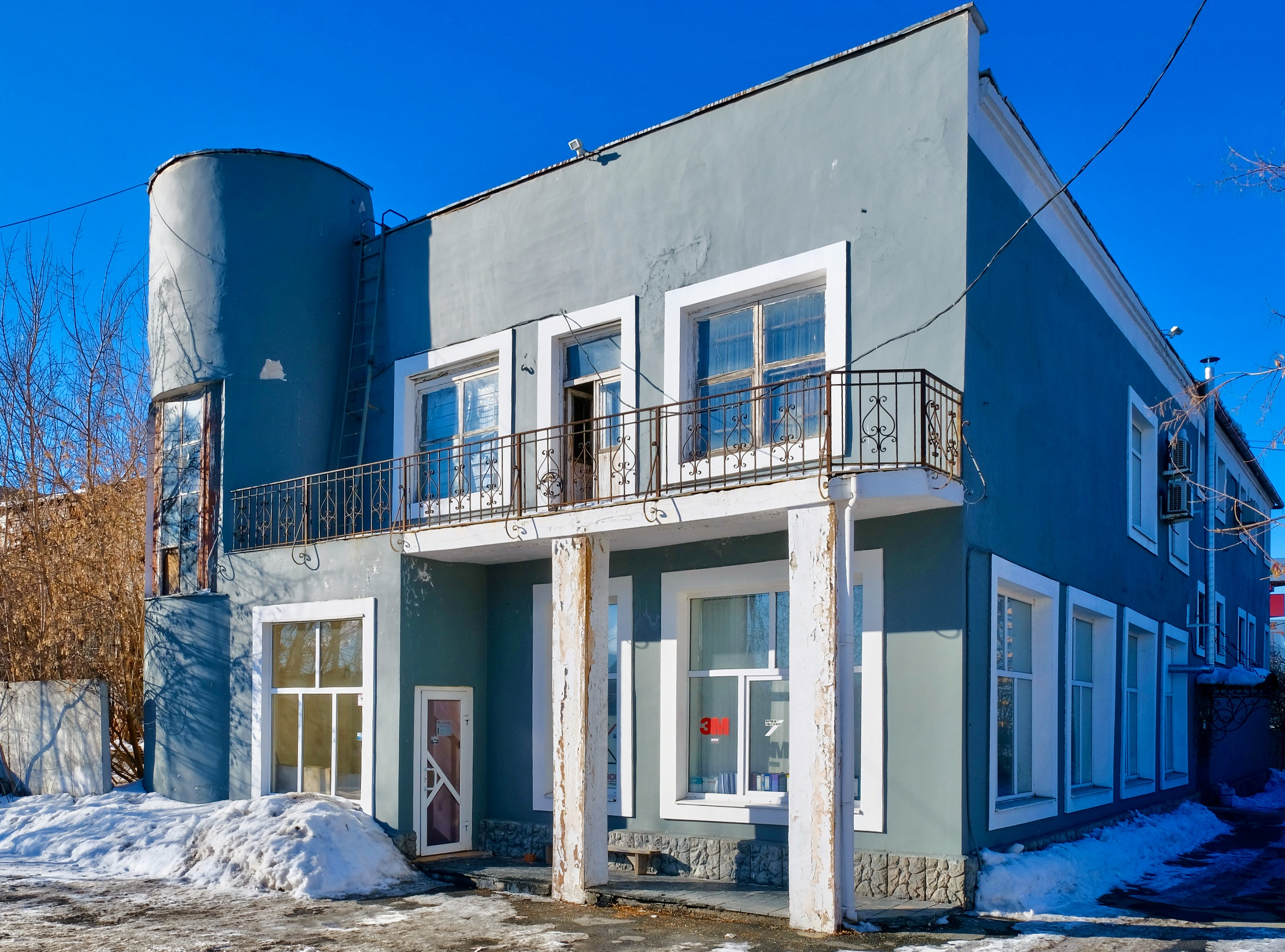
Здание бывшего кинотеатра «Сталь» (ул. Халтурина, 43а)
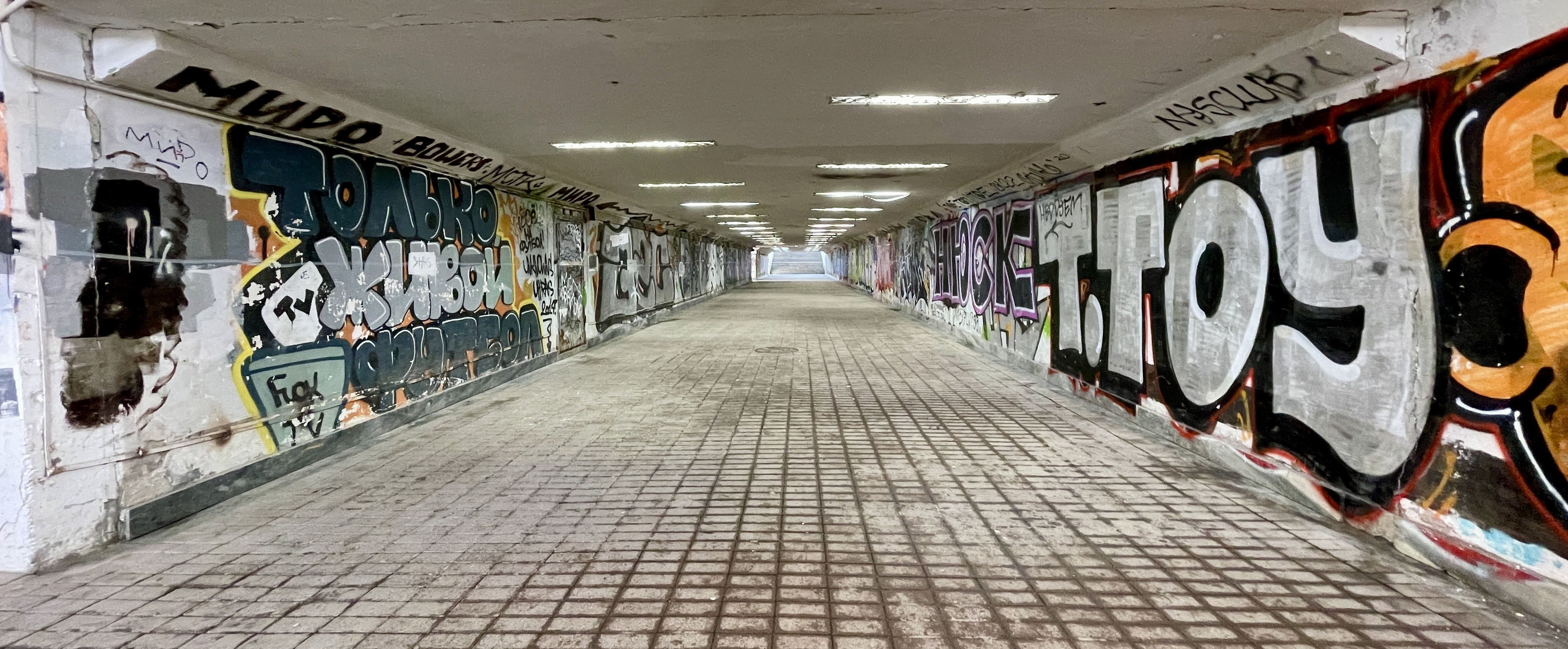
Подземный пешеходный переход под улицей Халтурина